# Мартоне
Мартоне (итал. Martone) — коммуна в Италии, располагается в регионе Калабрия, подчиняется административному центру Реджо-Калабрия.
Население составляет 597 человек, плотность населения составляет 75 чел./км². Занимает площадь 8 км². Почтовый индекс — 89040. Телефонный код — 0964.
Покровителем коммуны почитается святой Георгий. Праздник ежегодно празднуется 23 апреля.